# Oche di Meidum

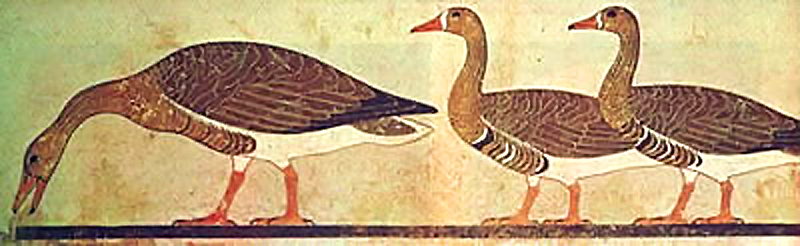
A sinistra con il becco dalla punta nera è l'Oca granaiola mentre le altre due sono della razza Lombardella maggiore

Le Oche di Meidum è un fregio che Auguste Mariette dichiarò di aver rinvenuto nel 1871 a Meidum nella mastaba di Nefermaat, figlio del re Snefru, e Atet sua consorte.
Poiché sono estremamente rare le opere risalenti all'Antico Regno, se fosse autentico questo reperto parietale sarebbe di notevole importanza dato l'ottimo stato di conservazione.
È conservato al Museo del Cairo in originale ed al British Museum in copia.

## Descrizione

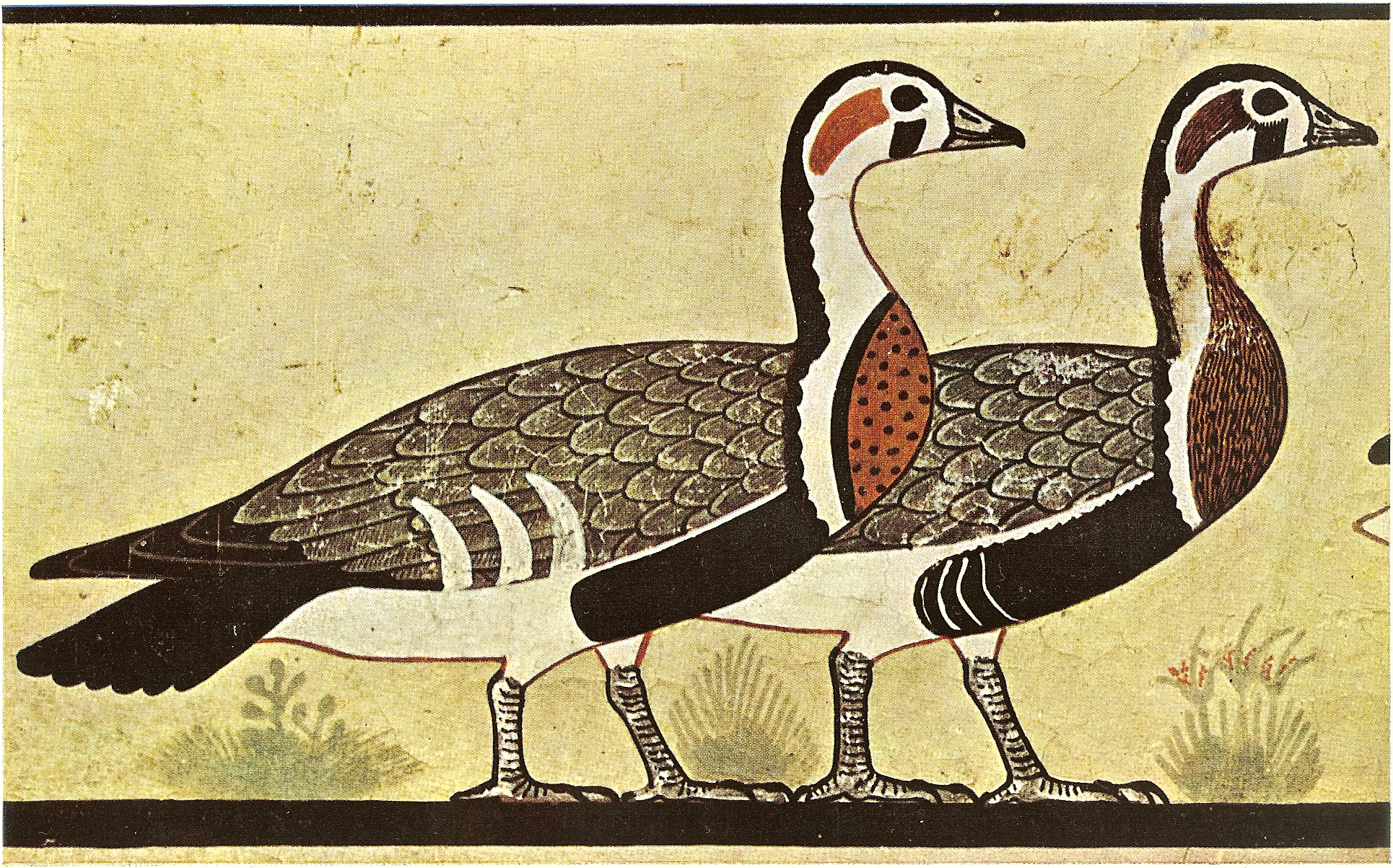
Oche dal collo rosso

Il pannello, delle dimensioni di cm 27 di altezza e cm 172 di lunghezza, era situato nella cappella di Atet e rappresenta una scena di caccia sulle rive del Nilo, molto comune a quei tempi similmente ad altre raffigurazioni come quelle della tomba di Nebamon.

Fu realizzato con pittura su stucco, opposto dell'affresco, con notevole tecnica pittorica e rappresenta in modo simmetrico sei oche, divise in due gruppi speculari, molto realistiche nella forma e nei colori. L'arte pittorica egizia ebbe nel periodo storico dell'Antico Regno, la massima attenzione per i dettagli di animali e piante, tanto che ancora oggi è possibile individuare la specie delle oche, dal piumaggio stilizzato, nella specie Lombardella maggiore indicata anche con il geroglifico 
| G38 |

s3, gb
nella specie Oca granaiola e quelle dal collo rosso Bernacle. Si noti che queste ultime due specie non sono presenti in Egitto.
Sono realizzate con la tecnica puntiforme che nell'insieme crea, da semplici macchie di colore, splendide figure e per dare l'effetto di profondità due oche sono disegnate sovrapposte.
Lo sfondo è quello di uno sfocato giardino senza dimensioni e delicatamente accennato da qualche ciuffo d'erba e fiori e dove la vivacità delle oche risalta in colori perfettamente calibrati rendendo l'insieme cromaticamente armonico.

## Anomalie
Nell'aprile 2015 l'egittologo Francesco Tiradritti, docente di Egittologia all'Università di Enna, pubblica un articolo in cui fa notare che quattro delle sei oche non erano originarie dell'Egitto e, per di più, non erano neanche attestate altrove nell'arte egizia. Tra le altre anomalie riscontrate ci sono anche le tonalità dei colori usati, mai viste in altre pitture egizie, il tipo di stesura possibile soltanto con l'utilizzo di pennelli moderni e l'"eccessiva sproporzione" tra le oche.
Tiraditti ipotizza anche che il reale autore del fregio sia il pittore ottocentesco italiano Luigi Vassalli per conto del Museo di Bulaq per cui lavorava, forte delle nozioni apprese all'accademia milanese di Brera.

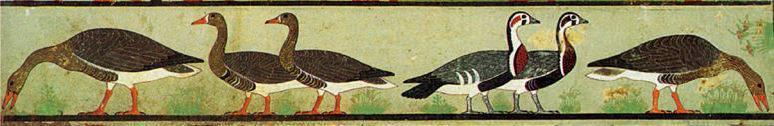
Fregio delle Oche di Meidum